# Vojaška akademija Jugoslovanske ljudske armade
Vojaška akademija JLA (srbohrvaško: Vojna akademija JNA) je bila vojaška akademija, ki je delovala v sestavi Jugoslovanske ljudske armade.

## Zgodovina
Akademija je bila ustanovljena 21. novembra 1944 kot Vojaška akademija DFJ. Prva generacija je pričela s šolanjem 2. februarja 1945 in ga zaključila 26. junija oz. 20. novembra 1947. Ker je bila akademija ukinjena septembra 1945, je prva generacija končala šolanje kot generacija na Pehotnem vojaškem učilišču. Ponovno je bila ustanovljena septembra 1953 in bila leta 1964 preimenovana v Vojaške akademije KoV JLA.

## Vodstvo
Poveljniki
- generallajtnant Savo Orović (21. november 1944 - ?)

Politični komisarji
- podpolkovnik Mirko Kalezić (21. november 1944 - ?)

Načelniki štaba
- podpolkovnik Dane Rajčević (21. november 1944 - ?)